# Sandra Peters
Sandra Peters (* 6. September 1969 in Bonn) ist eine deutsche Künstlerin. Sie lebt und arbeitet in Berlin.

## Leben
Sandra Peters studierte an der École Nationale Supérieure des Beaux-Arts in Paris, an der Kunstakademie Düsseldorf und an der Hochschule für Bildende Künste Dresden, wo sie ihr Studium 2001 mit dem Diplom abschloss und durch ein zweijähriges Studium als Meisterschülerinergänzte.
Von 1999 bis 2000 unterrichtete Peters als Gastdozentin am Art Center College of Design in Pasadena (USA). 2011 und 2012 folgten Einladungen an das California Institute of the Arts in Valencia (Kalifornien). Seit 2014 lehrt Peters an der New York University in Abu Dhabi.

## Werk
Peters entwickelt ihre künstlerische Arbeit kontrapunktisch zur jeweiligen Ausstellungsarchitektur. Dadurch eröffnet sie Erfahrungsräume, die es ermöglichen, vorgefasste Urteile sowie geläufige Seh-, Hör- und Bewegungsgewohnheiten infrage zu stellen. Ihre Skulpturen greifen auf historische Paradigmen von Skulptur und Architektur zurück, die sie modifiziert und derart miteinander in Beziehung setzt, dass sich ein gegenwärtiges Erleben mit dem Aufscheinen vergangener kultureller Zusammenhänge verschränkt. Die auf eine körperliche Erfahrung angelegten Arbeiten sind situativ erfahrbar. Zugleich erschließen sie assoziative Felder, die unsere tatsächliche wie unsere imaginierte Stellung in der Welt betreffen. Mit diesem Anliegen arbeitet Peters sowohl im Bereich der Skulptur (im engeren Sinne) als auch in unterschiedlichen Medien, für deren Wahl sie offen ist (Soundinstallation, bewegte Bilder, Film, Performance).
Nachdem sich Peters in den Jahren 2009 bis 2012 intensiv mit der Architektur von Rudolph Schindler beschäftigt und eine Reihe von Werken geschaffen hatte, die sich auf dessen Bauten beziehen, begann sie sich 2013 mit Fragen zu befassen, die logisch aus diesen Projekten hervorgingen. Mit der 2012 realisierten Skulptur Interface No. 1 begab sie sich in eine facettenreiche Untersuchung der Form des Kubus an sich. Kurz darauf entstanden erste Ideen für eine Übertragung von Interface No. 1 in Klangstrukturen, die in einer Installation erfahrbar gemacht werden sollen. Bei der Auseinandersetzung mit der Form des Kubus widmete sich Peters insbesondere den elf Möglichkeiten, einen Würfel aufzufalten. Jene Permutationen bildeten den Ausgangspunkt für die Skulpturen Pandora’s Box (2016) und Untitled (Blaue Blume) (2017–2018).
Werke wie Tango (2013–2016) und Zabriskie Point (2013) beziehen sich auf Architektur, reflektieren aber auch spezifische kulturelle oder historische Kontexte. Sie sind als Situationen gedacht, in denen die Betrachter sich in Beziehung setzen, verweilen, sich bewegen können. Beide Arbeiten bestehen aus verschiedenen Elementen, deren Verteilung im Raum den Eindruck innerer Zusammenhänge vermittelt, weil sie nicht nur die visuelle Wahrnehmung, sondern zugleich die taktile und sensomotorische Erfahrung ansprechen.

## Ausstellungen, Screenings, Performances

### Einzelausstellungen (Auswahl)
- 2007: Zeichnung Heute V; Kunstmuseum Bonn (mit Katja Eckert und Karim Noureldin), Bonn[5]
- 2009: Modifikation – stetig steigende Steine; Kunstverein Ruhr, Essen
- 2011: Interplay; Kunstsaele, Berlin
- 2011: Bilateral-Diagonal; Y8, Hamburg
- 2013: Bilateral, Diagonal, Cubical; Aanant&Zoo, Berlin

### Gruppenausstellungen (Auswahl)
- 2003: Tokyo;  Festung Königstein / Königstein Sachsen[6]
- 2007: Ausstellung in den Atelierräumen des Bonner Kunstvereins, Bonn
- 2009: Défilé des Ombres; NGBK, Berlin
- 2009: Zeigen, Temporäre Kunsthalle, Berlin "Défilé des Ombres"; NGBK Berlin
- 2010: flux balance/rotating wings, 833 North Kings Road, West Hollywood, Los Angeles; P88/Berlin
- 2011: ENVISIONING BUILDINGS: reflecting architecture in contemporary art photography; MAK, Wien
- 2012: Re-Locating the Self; Kunstsaele Berlin
- 2012: Berlin Collective "Shelf Life"; Kunsthalle am Hamburger Platz, Berlin-Weißensee
- 2013: Auch Heute; Kunstsaele Berlin
- 2013: Conceptual Tendencies II (Body, Volume, Space); Daimler Contemporary im Haus Huth, Berlin

### Film-Sceenings
- 2010: Défilé des Ombres; Filmfestival London[7]
- 2010: Défilé des Ombres; Forum Expanded 60. Berlinale, Berlin
- 2011: Défilé des Ombres; Art TV Channel ikonoMesa, Berlin
- 2011: Mixing Colours; Super-8-Film, Art TV Cannel ikonoMesa, Berlin
- 2011: Défilé des Ombres; Filmfestival Kenya International Filmfestival, Nairobi, Kenia

### Performances
- 2011: Sound Column: Circling Sound; Kunstsaele Berlin[8]